# Delureni, Bistrița-Năsăud
Delureni este un sat în comuna Urmeniș din județul Bistrița-Năsăud, Transilvania, România. La recensământul din 2002 avea o populație de 273 locuitori.

## Vezi și
- Biserica reformată din Delureni

## Imagini

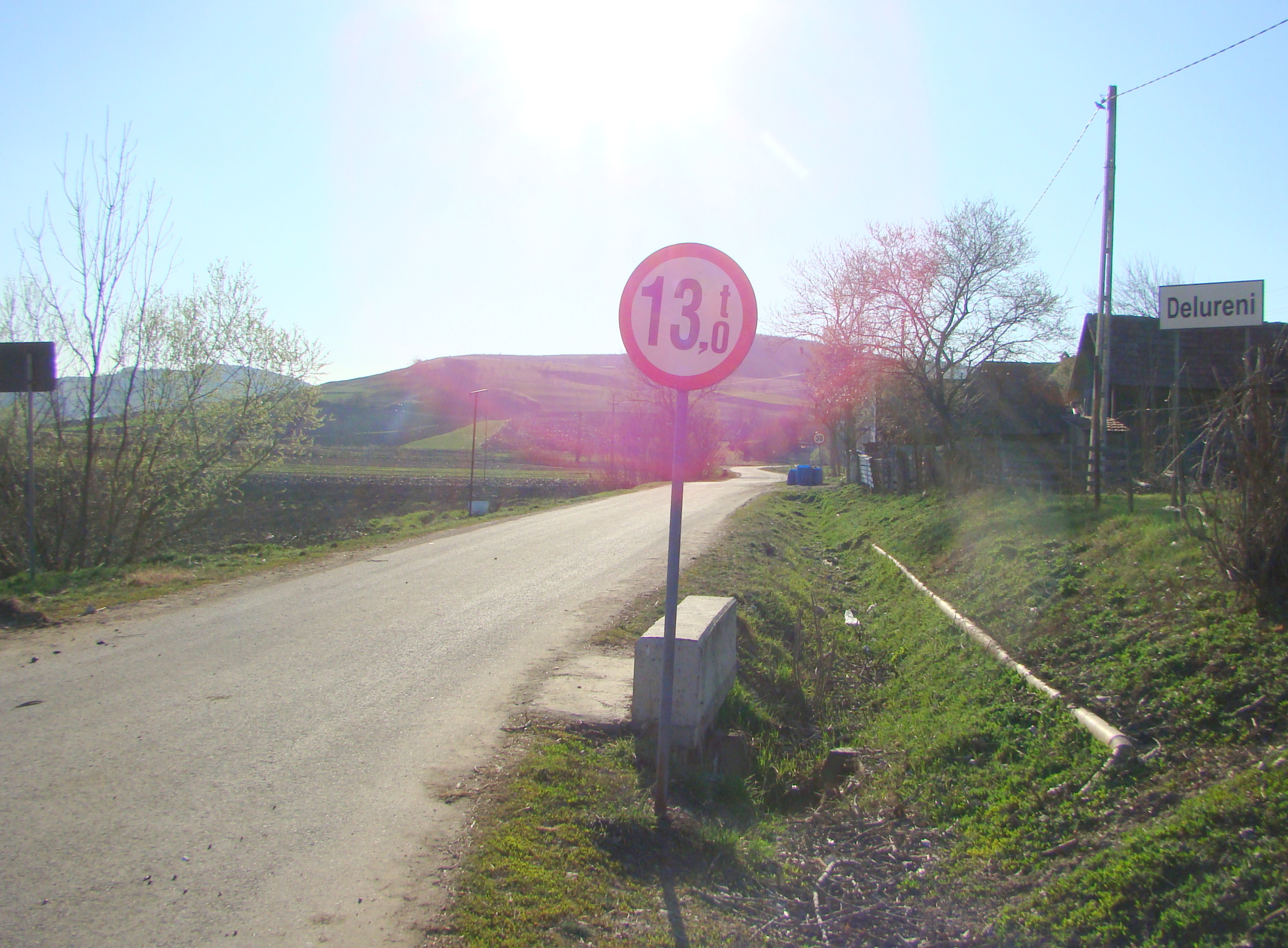
Intrarea în localitate
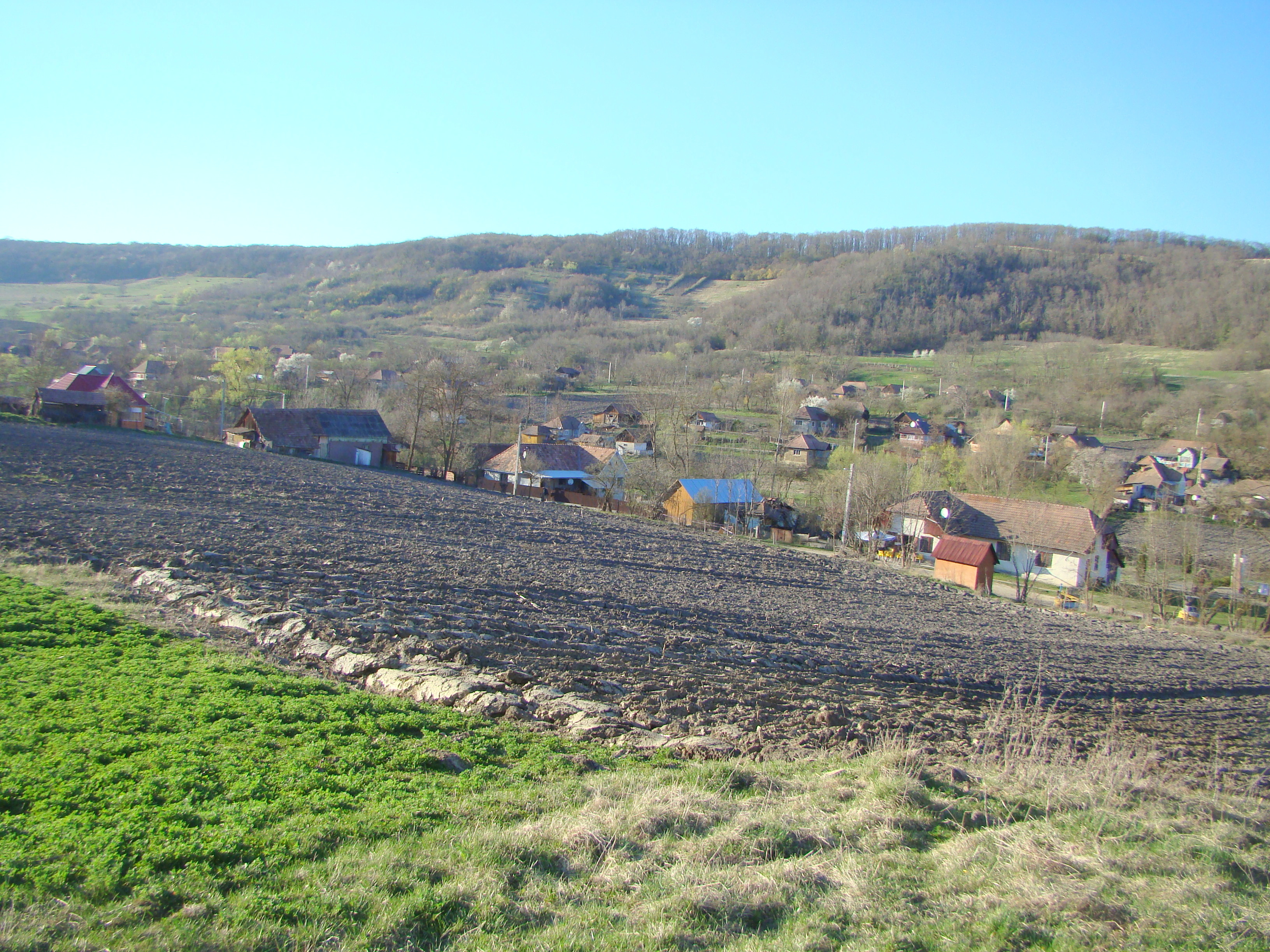
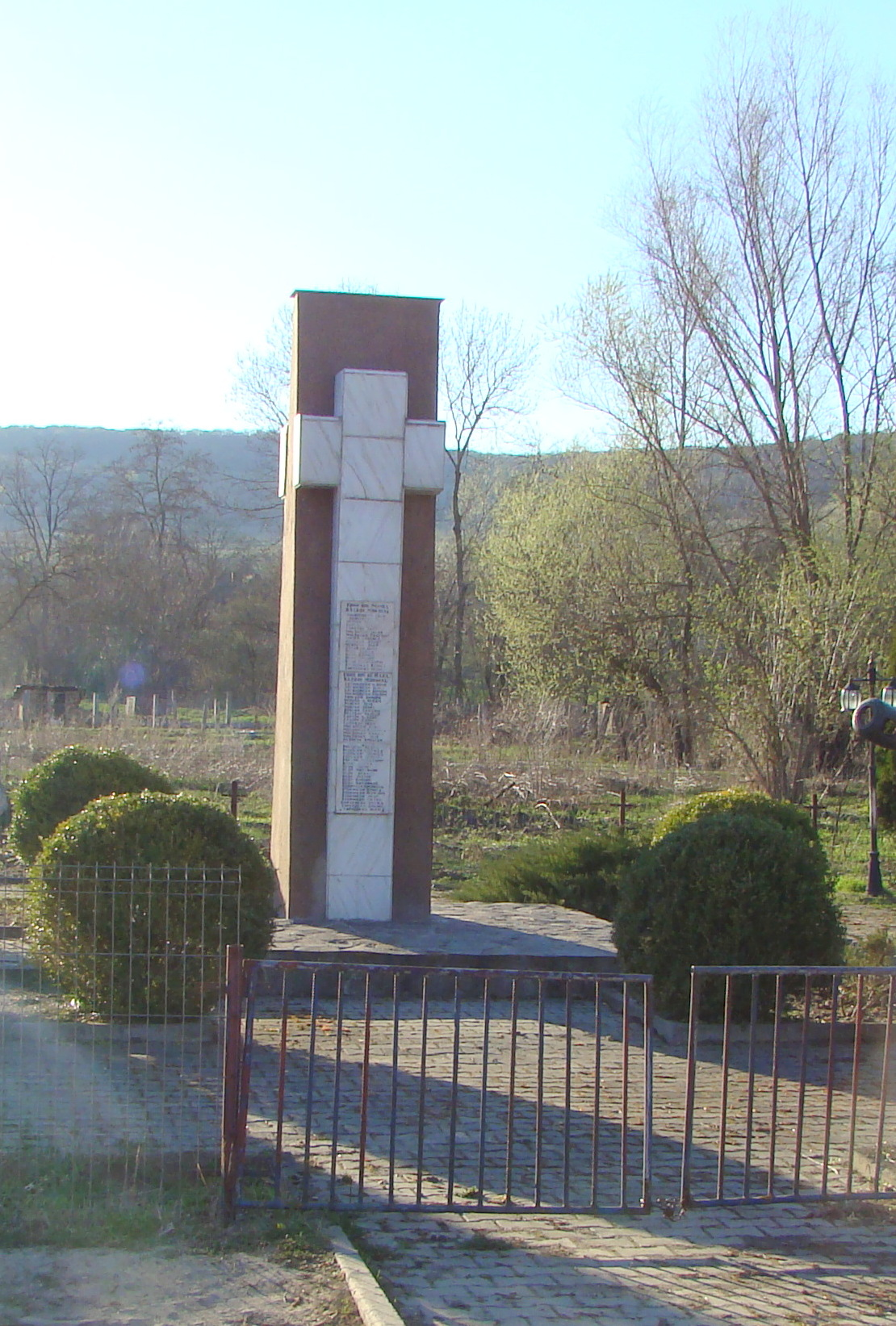
Monumentul eroilor
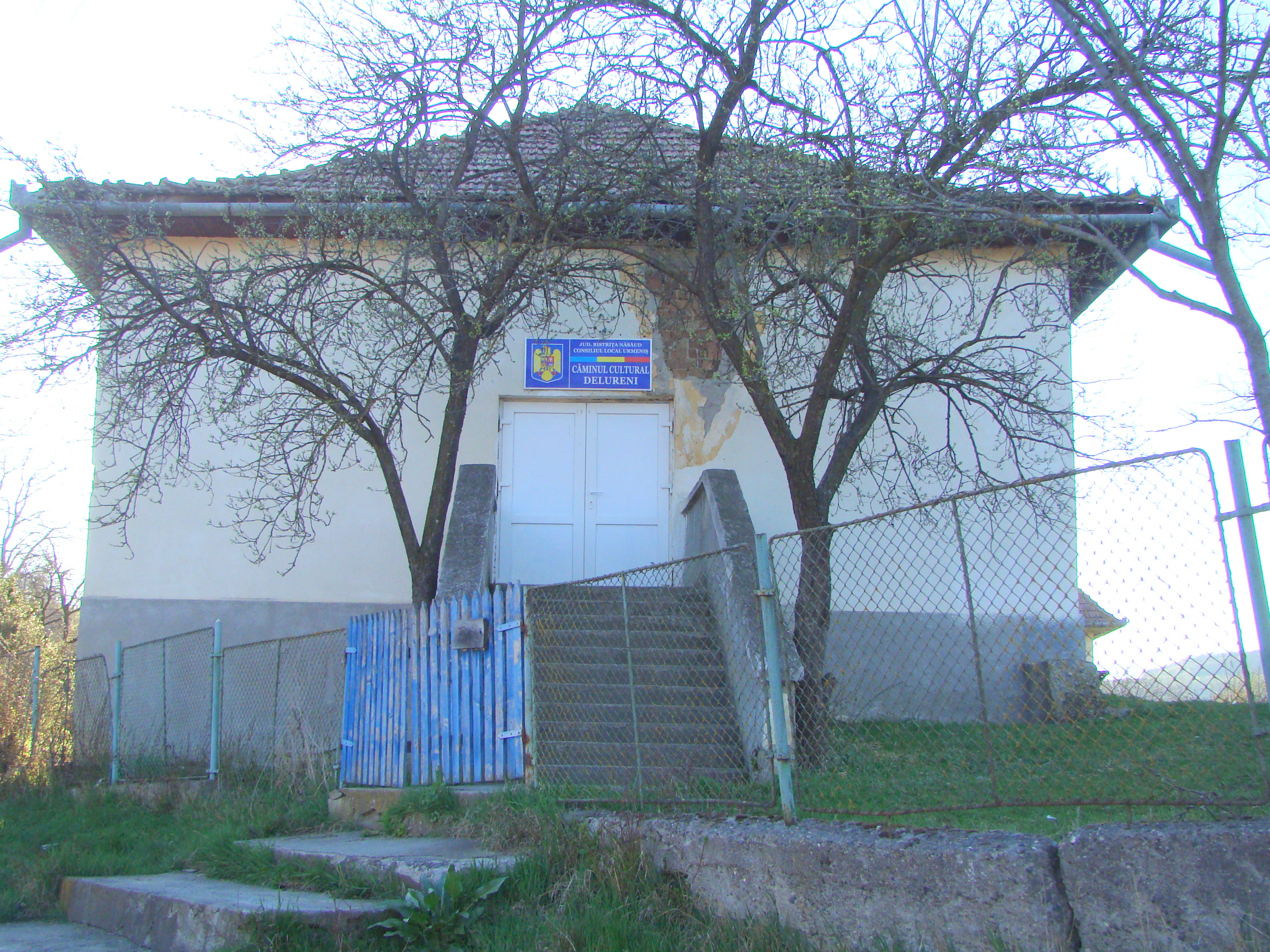
Căminul cultural
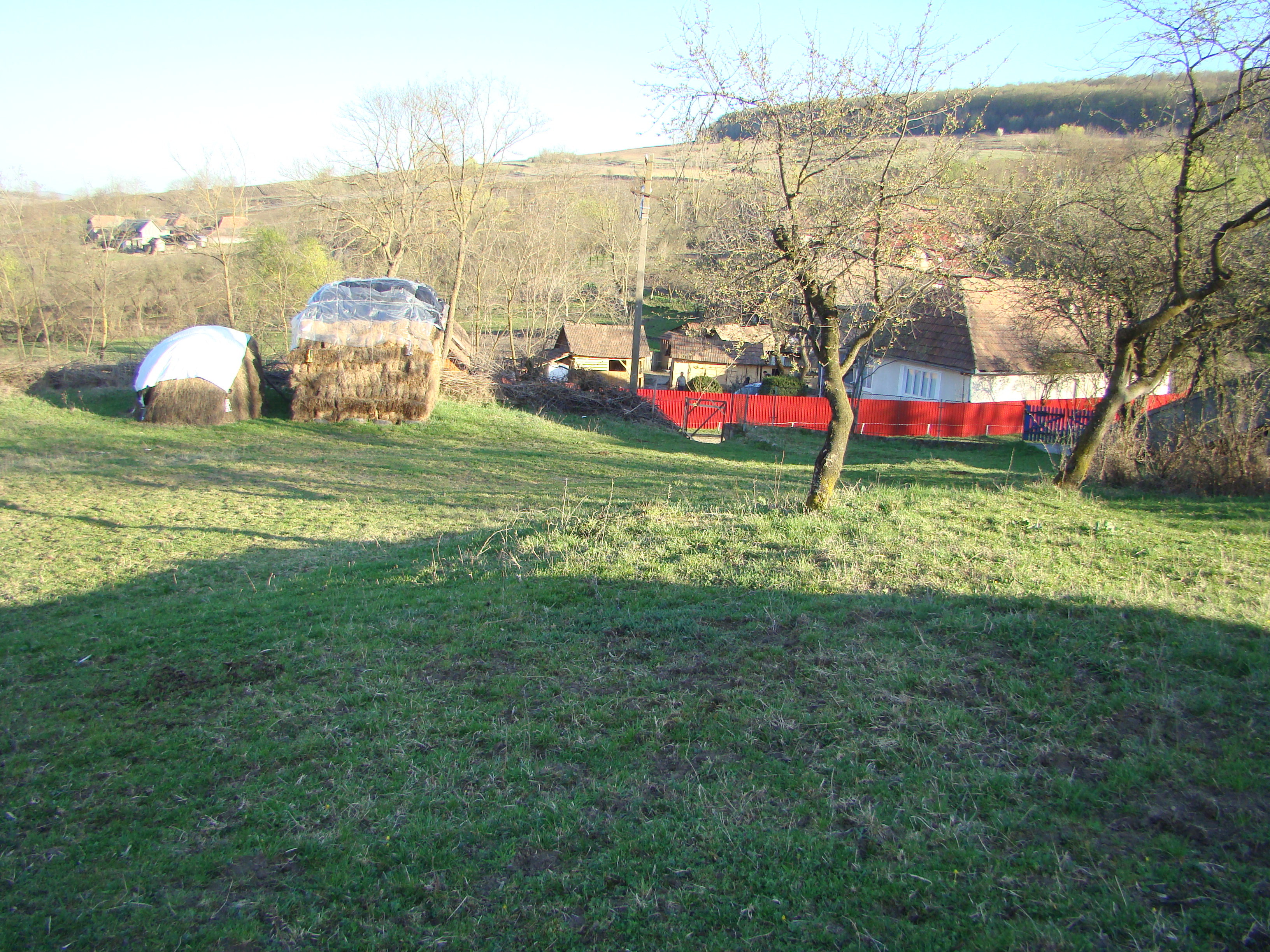
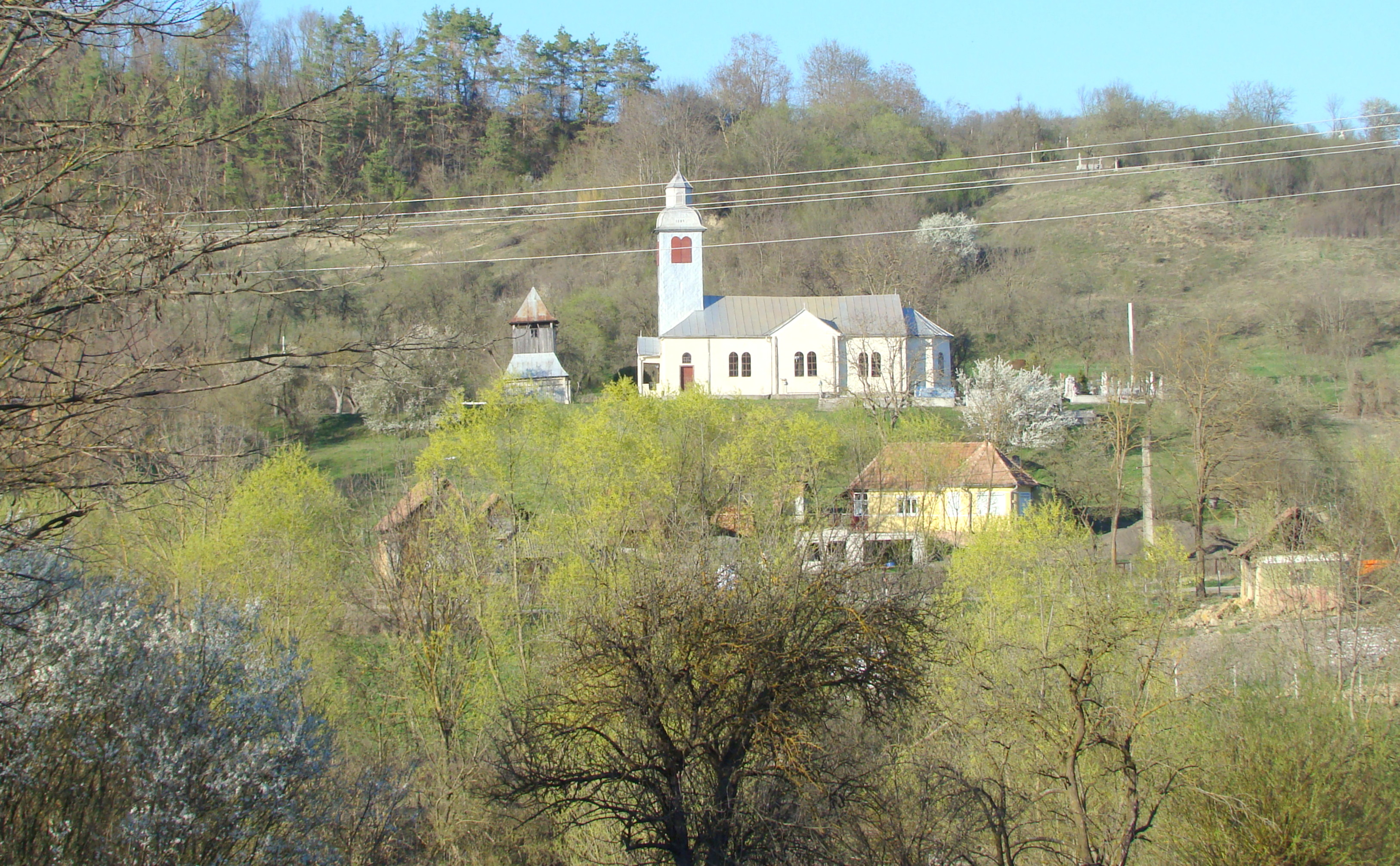
Biserica ortodoxă
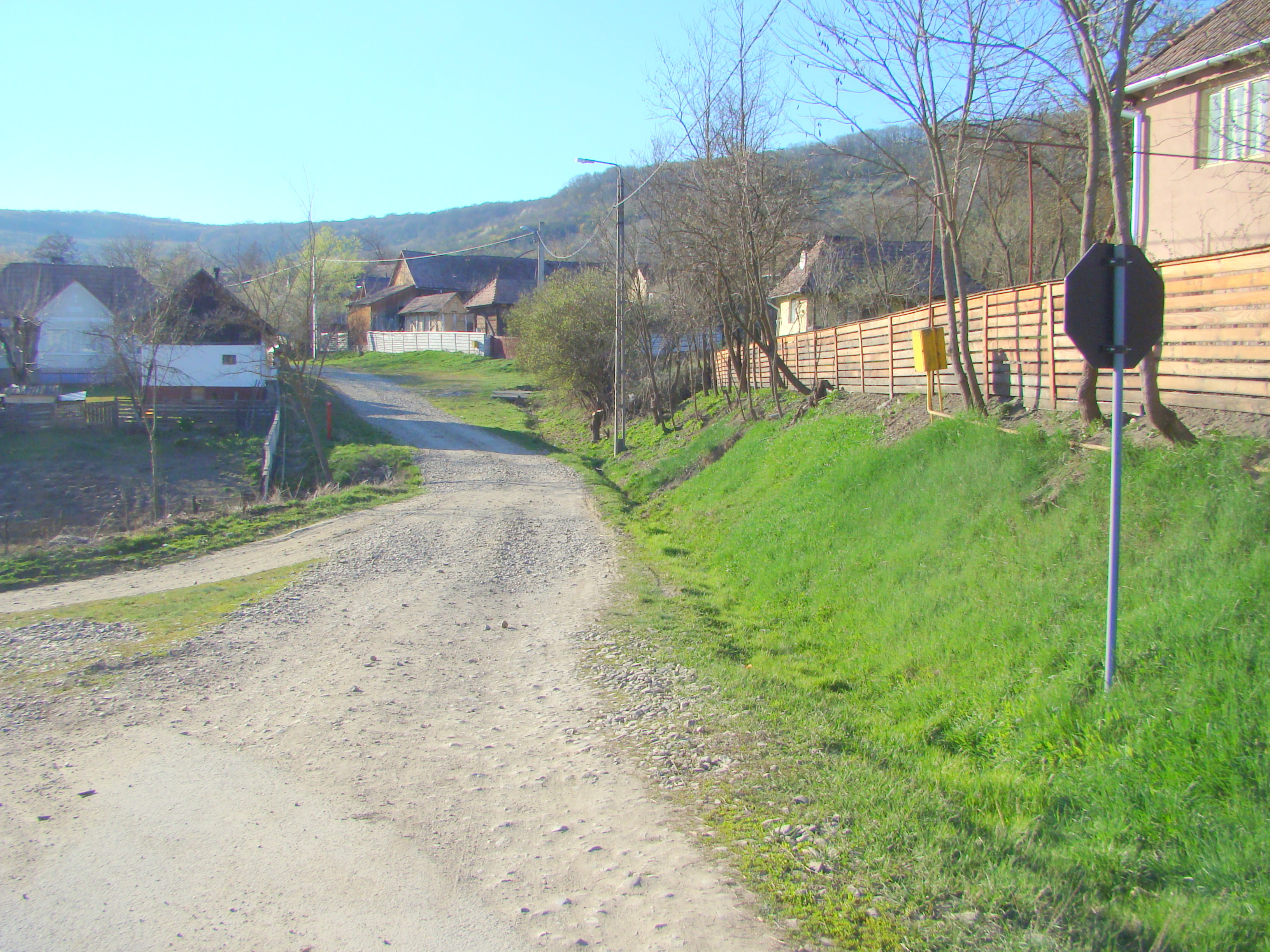
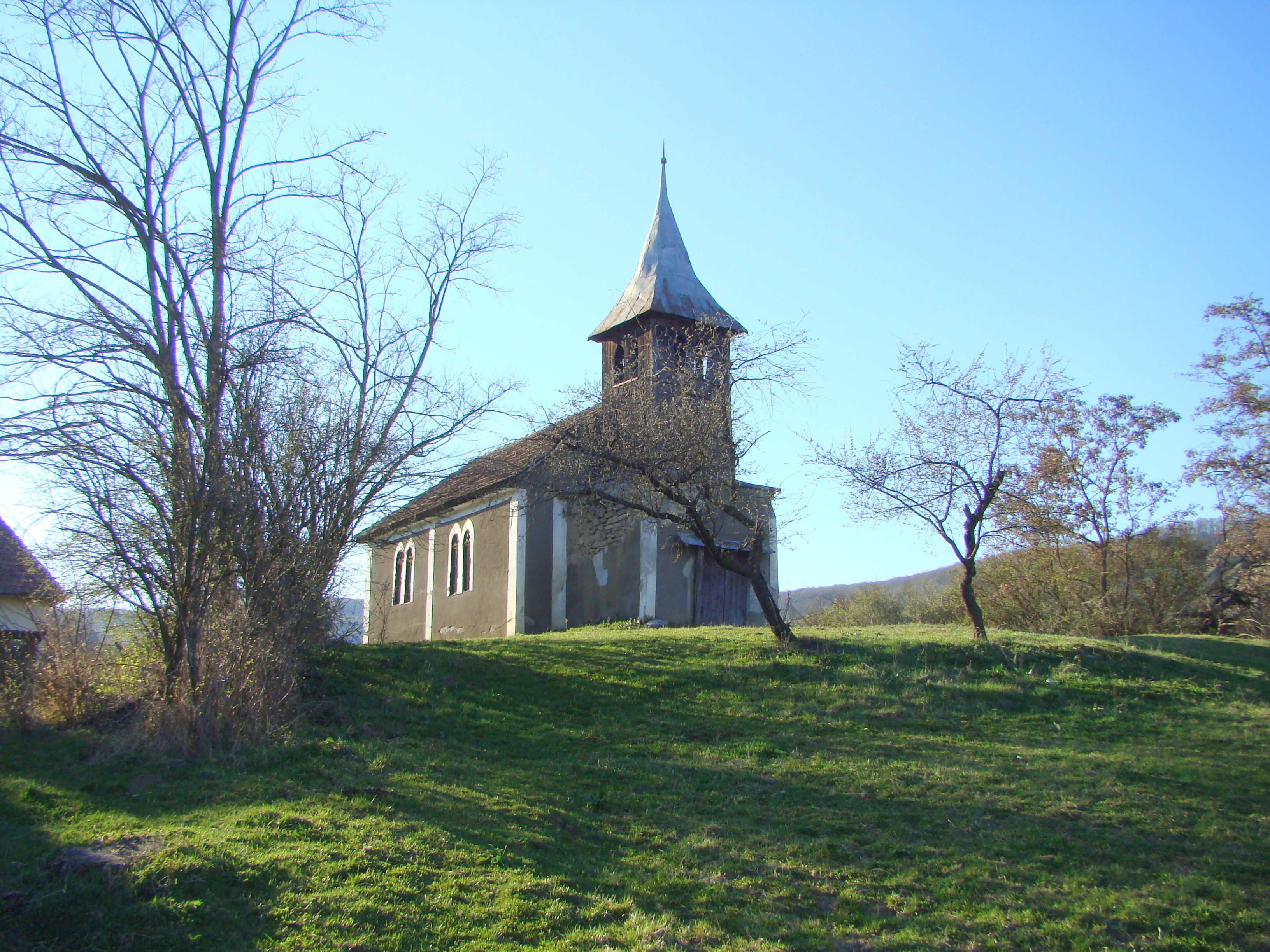
Biserica reformată (monument istoric)
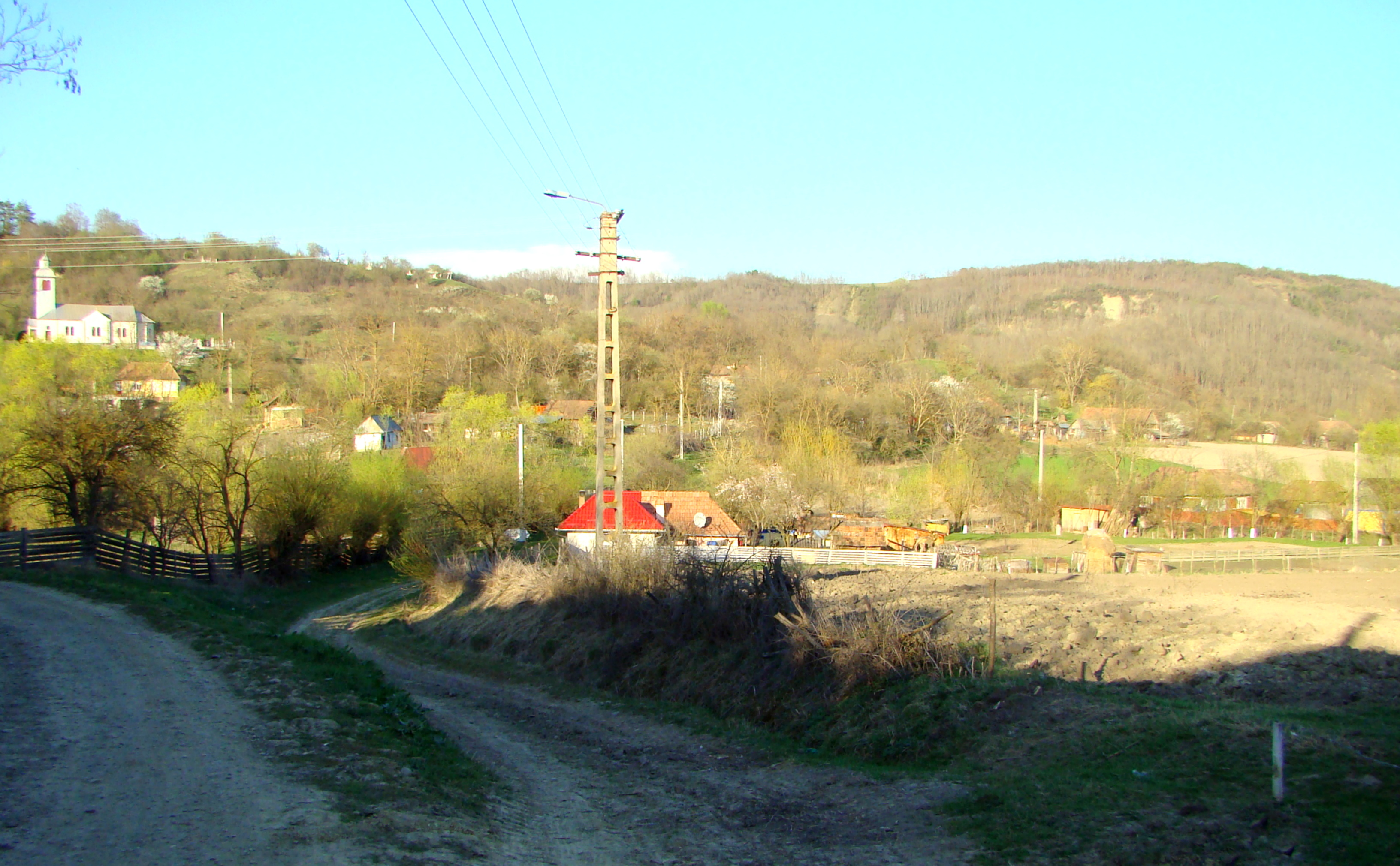
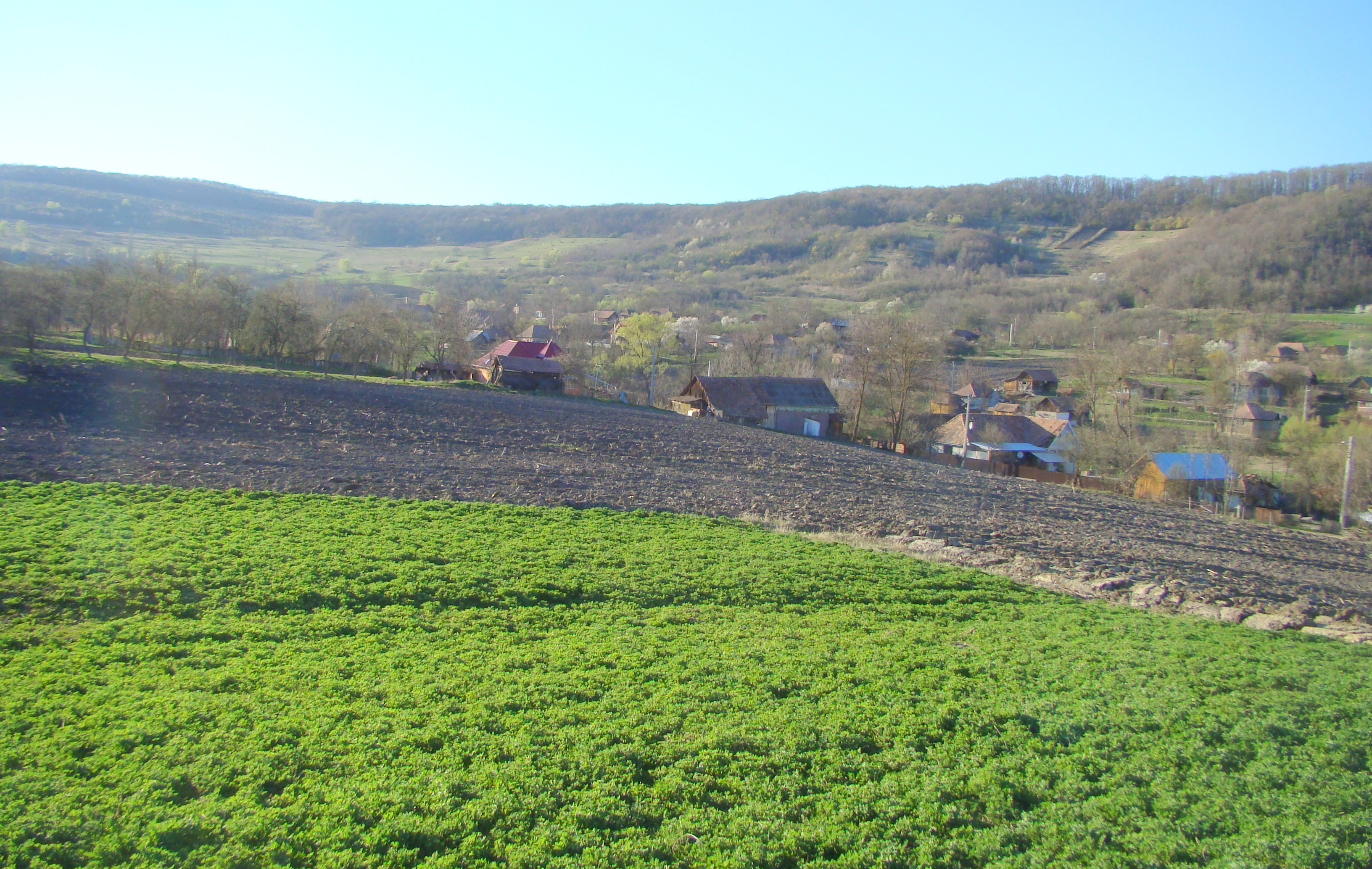
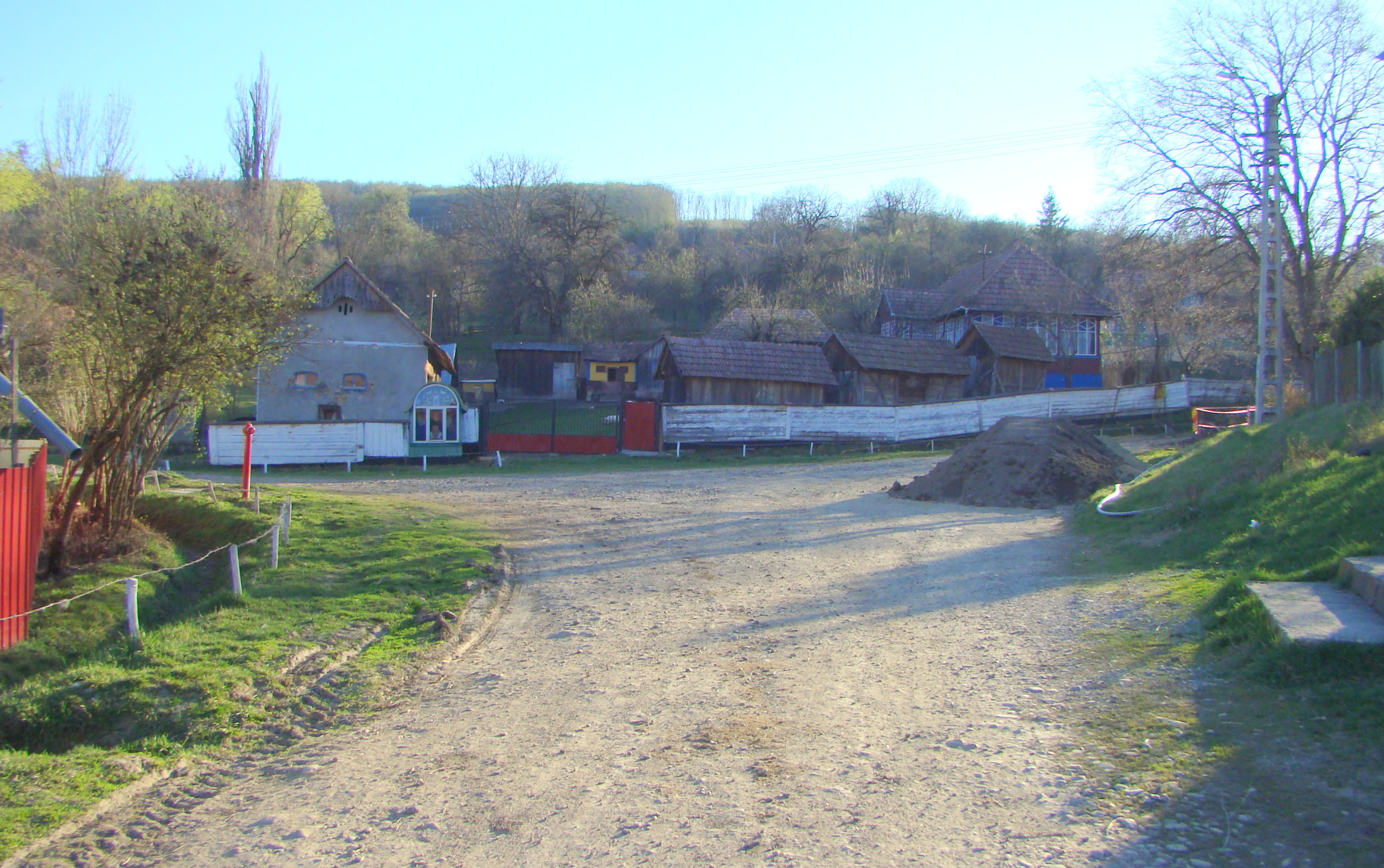
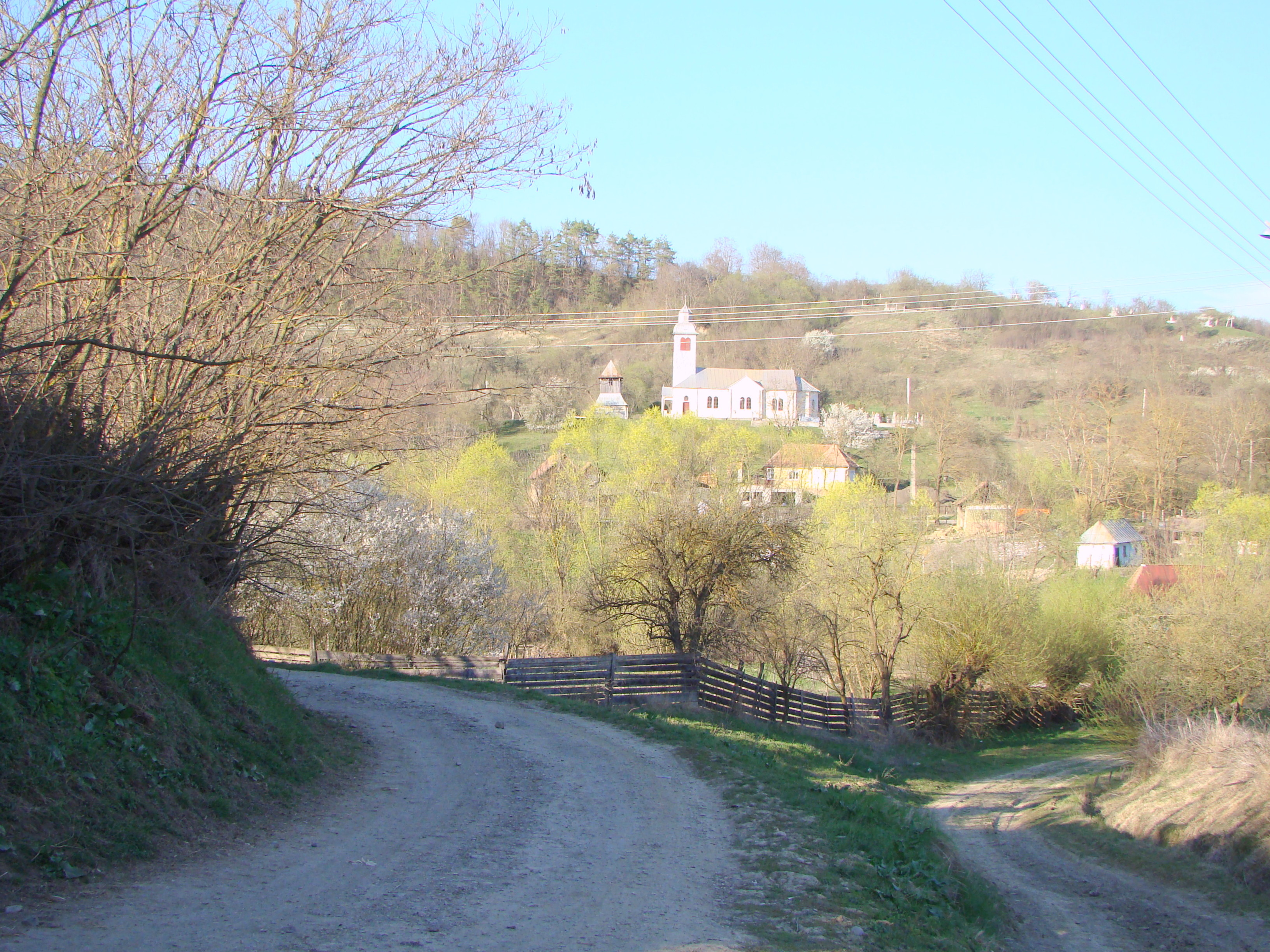